# Hasselnød
Hasselnødden er nødden fra hassel (Corylus) og den eneste af julens "nødder", som botanisk set er en ægte nød, dvs. en tør frugt, som ikke åbnes, før frøet indeni spirer. Der findes ca. 15 arter af hassel, som vokser i tempererede dele af den nordlige halvkugle. Hasselnødder vokser især i Europa og Asien.
Det er en næringsrig og velsmagende spise, som har været eftertragtet som vintermad fra før agerbrugets tid. I hvert fald har nødderne været givet som gravgaver meget tidligt, og nogle forskere mener endda, at jæger-og-samler-folket bevidst har udsået hasselnødder overalt, hvor de kom. Hasselnødder er en ingrediens i Nutella.
100 g hasselnødder indeholder 16 g proteiner, 60 g fedt, 20 g karbohydrater, 4 g fiber og 2,8 g aske. Videre 250 mg calcium, 400 mg fosfor, 4 mg jern, 2,1 mg natrium, 900 mg kalium, 0,3 mg thiamin, 0,5 mg riboflavin, 5,3 mg niacin og 6 mg vitamin C, som giver 650 kcal.